# Fitos József
Fitos József (Nova, 1959. november 4. – 2022. december 23.) válogatott magyar labdarúgó, középpályás, edző.

## Pályafutása

### Klubcsapatban
1971-ben a Lenti csapatában kezdte a labdarúgást. 1978-ban innen igazolt a Zalaegerszeghez. 1980 és 1985 között a Haladás játékosa volt. Ezt követően az 1980-as évek siker csapatához, a Honvédhoz igazolt, ahol három bajnoki címet szerzett a csapattal. 1989-ben Görögországba szerződött. Először a Panathinaikósz, majd Panióniosz játékosa volt. 1990-ben hazatért és az Újpesti Dózsa együttesében szerepelt.

### A válogatottban
1985 és 1989 között 12 alkalommal szerepelt a válogatottban. Kétszeres olimpiai válogatott (1986–87).

### Edzőként
Pályafutását a Budapesti Honvéd utánpótlás-igazgatójaként kezdte, 2002-ben három mérkőzésen irányította a Honvédot az NB I-ben, majd az Ózdi FC, az LSE Széfi-Fi és az ASR Gázgyár együttesénél dolgozott. 2017-től a Leányfalu SE labdarúgó-edzője volt. 2021-től az UDSE utánpótlás csapatát irányította.

## Magánélete
2017. február 17-én kétrendbeli csalás vádjában a Budapest Környéki Törvényszék másodfokon egy év hat hónap börtönbüntetésre ítélte. Az ítélet végrehajtását három év próbaidőre felfüggesztették.

## Sikerei, díjai

### Játékosként
- Magyar bajnokság
  - bajnok: 1985–86, 1987–88, 1988–89
- Magyar kupa (MNK)
  - döntős: 1988
- Görög bajnokság
  - 3.: 1988–89

## Statisztika

### Mérkőzései a válogatottban
| Magyarország | Magyarország         | Magyarország                          | Magyarország  | Magyarország | Magyarország | Magyarország | Magyarország | Magyarország    |
| #            | Dátum                | Helyszín                              | Hazai         | Eredmény     | Vendég       | Kiírás       | Gólok        | Esemény         |
| ------------ | -------------------- | ------------------------------------- | ------------- | ------------ | ------------ | ------------ | ------------ | --------------- |
| 1.           | 1985. december 11.   | Monterrey, Technológico Stadion (MEX) | Magyarország  | 3 – 1        | Algéria      | barátságos   | -            |                 |
| 2.           | 1986. szeptember 9.  | Oslo, Ullevaal Stadion                | Norvégia      | 0 – 0        | Magyarország | barátságos   | -            |                 |
| 3.           | 1987. szeptember 23. | Varsó, Legia-stadion                  | Lengyelország | 3 – 2        | Magyarország | Eb-selejtező | -            | 81'             |
| 4.           | 1987. november 18.   | Budapest, Népstadion                  | Magyarország  | 0 – 0        | NSZK         | barátságos   | -            | 46'             |
| 5.           | 1987. december 2.    | Budapest, Üllői úti Stadion           | Magyarország  | 1 – 0        | Ciprus       | Eb-selejtező | -            |                 |
| 6.           | 1988. március 16.    | Budapest, Népstadion                  | Magyarország  | 1 – 0        | Törökország  | barátságos   | -            |                 |
| 7.           | 1988. március 26.    | Brüsszel, Heysel Stadion              | Belgium       | 3 – 0        | Magyarország | barátságos   | -            | 61' (öngól) 65' |
| 8.           | 1988. április 27.    | Budapest, Népstadion                  | Magyarország  | 0 – 0        | Anglia       | barátságos   | -            |                 |
| 9.           | 1988. május 4.       | Budapest, Népstadion                  | Magyarország  | 3 – 0        | Izland       | barátságos   | -            |                 |
| 10.          | 1988. május 10.      | Budapest, Népstadion                  | Magyarország  | 2 – 2        | Dánia        | barátságos   | -            |                 |
| 11.          | 1988. május 17.      | Budapest, Népstadion                  | Magyarország  | 0 – 4        | Ausztria     | barátságos   | -            | 86'             |
| 12.          | 1989. június 4.      | Dublin, Landsdowne Road               | Írország      | 2 – 0        | Magyarország | vb-selejtező | -            |                 |
|              | Összesen             |                                       |               | 12           | mérkőzés     |              | 0            | gól             |